# Amy Mainzer
Amanda Kathryn Mainzer, más conocida como Amy Mainzer (Mansfield, 2 de enero de 1974) es una astrónoma estadounidense.

## Biografía
Está especializada en instrumentación astrofísica y astronomía infrarroja. Es subdirectora científica del proyecto espacial Wide-field Infrared Survey Explorer y la investigadora principal del proyecto NEOWISE para el estudio de planetas menores y de la misión del telescopio espacial Near Earth Object Surveyor. 
Ha aparecido varias veces en la serie de The History Channel El Universo. También aparece en el documental Cartografía Estelar: En la Tierra, incluido en el lanzamiento de Star Trek Generations. Mainzer también aparece en el documental de 2016 sobre la vida de Leonard Nimoy y el efecto de Spock en la cultura popular llamado "For the Love of Spock".
Mainzer ostenta los siguientes títulos:
- Bachelor of Science en física, Universidad Stanford, con honores (1995)
- Maestría en astronomía, Instituto de Tecnología de California (2001)
- Ph.D en astronomía, Universidad de California, Los Ángeles (2003)

Sus intereses de investigación incluyen asteroides, las enanas marrones, las atmósferas planetarias, discos de escombros, la formación de estrellas, así como el diseño y la construcción de la nueva instrumentación para los telescopios en la Tierra y en el espacio.

## Premios y reconocimientos
El asteroide (234750) Amymainzer fue nombrado así en su honor.
Según su blog en la página de la NASA, ha recibido los siguientes premios:
- NASA Exceptional Achievement Medal (2011)
- NASA Group Achievement Award Near Earth Objects Observation Program Team (2011)
- NASA Group Achievement Award WISE Project Science Team (2011)
- Lew Allen Award for Excellence (2010)
- Muhlmann Award from the Astronomical Society of the Pacific to the Spitzer Space Telescope Team (2010)
- JPL Ranger Award (2008 and 2011)
- NASA Graduate Student Research Program Fellowship (2001-2003)
- National Science Foundation Graduate Research Fellowship (1996-1999)